# دوشیزه‌پروانگان
دوشیزه‌پروانگان یا فرچه‌پایان (به لاتین: Nymphalidae)، بزرگ‌ترین تیره پروانه‌ها هستند. این خانواده دارای حدود ۶۰۰۰ گونه پروانه است که تقریباً در سرتاسر جهان پراکنده هستند. اندازه و جثه پروانه‌های این خانواده از میانه تا بزرگ متغیر است. بیشتر پروانه‌های این خانواده دارای بالهای‌های پیشین کوتاهتری نسبت به بالهای پسین هستند. همچنین اکثر پروانه‌های این خانواده در هنگام استراحت بال‌های خود را در حالت صاف و باز نگه می‌دارند. به دوشیزه‌پروانگان، پروانه‌های چهارپا نیز می‌گویند.

## ریشه نام
کلمه "Nymphalidae" از کلمه یونانی باستان "nymphē" گرفته شده‌است که به معنای دوشیزه یا الهه اساطیری مرتبط با طبیعت است و پسوند لاتین "-idae" که برای نشان دادن خانواده ای از موجودات استفاده می‌شود. خانواده دوشیزه‌پروانگان (Nymphalidae) یکی از بزرگ‌ترین و متنوع‌ترین خانواده‌های پروانه‌ها با بیش از ۶۰۰۰ گونه در سراسر جهان است. آنها به دلیل الگوهای رنگارنگ و ساختارهای منحصر به فرد بال خود شناخته شده‌اند، که آنها را به موضوعی محبوب برای مطالعه برای حشره شناسان و علاقه مندان به پروانه تبدیل می‌کند.

## تبارها
- قهوه‌ای‌بالان
- قهوه‌ای‌بالان راستین
- قهوه‌ای‌بالان هترینی
- قهوه‌ای‌بالان شب

## گونه‌هایی از تیره فرچه‌پایان
- توری خرمایی
- پروانه گشت‌زن
- بال نقشه‌ای
- بانوی آراسته
- پروانه نامه‌رسان
- بادبادک کاغذی
- پروانه بوف
- پروانه گورخری
- پروانه آسیای شرقی
- پروانه قهوه‌ای نرم‌چشم
- شاهزاده بال لبه‌سفید آبی
- شاهزاده فراستورفر
- بارونت
- توربال پلنگی
- دوشیزه ماهی
- روح کهربایی
- دوک فرانسوی
- طاووس‌بال
- ببر آبگینه

## زیرخانواده
- شه‌پروانه

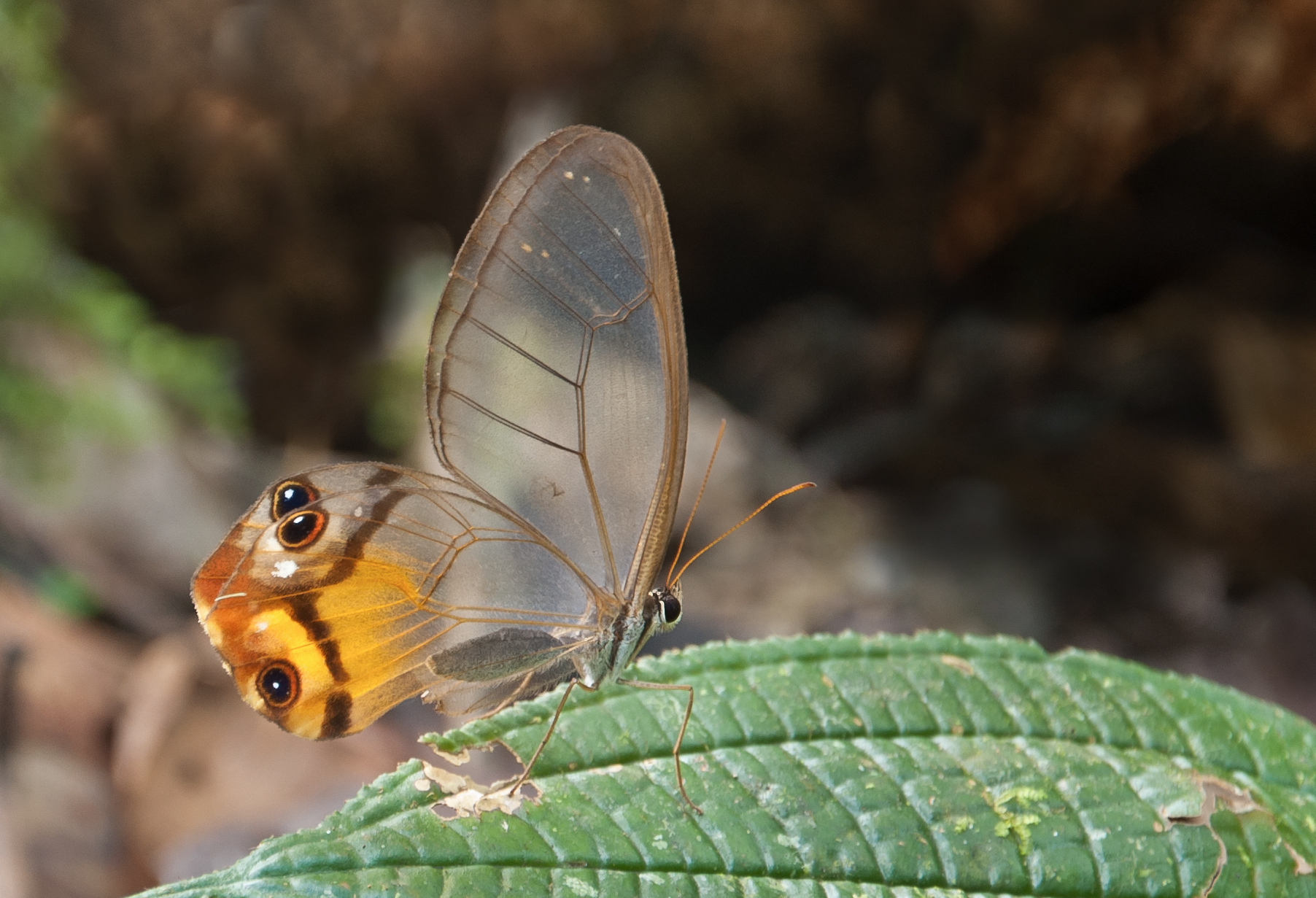
روح کهربایی گونه‌ای پروانه است که در زیر خانواده قهوه‌ای‌بالان و تیره فرچه‌پایان قرار دارد.
گلایدر سنگاری، نمای پشتی (تصویر چپ) و نمای شکمی (تصویر راست)